# Willemetia
Willemetia là một chi thực vật có hoa trong họ Cúc (Asteraceae).

## Loài
Chi Willemetia gồm các loài: